# Снопковский парк
Снопко́вский парк (укр. Снопковський парк) — парк во Львове (Украина), памятник садово-паркового искусства местного значения (с 1984). Первоначальное название парка — «Дружба» (как и стадиона, расположенного рядом). В 1990-е переименован в Снопковский новыми властями города, по названию местности Снопков, в которой он находится.
Расположен на возвышенной Давидовской гряде. Общая площадь парка 35,66 га.
Снопковский парк был заложен в 1959—1963 годах между улицами Южной, Крымской и Зелёной. Раньше здесь был пустырь, посреди которого рыжели песчаные и глиняные карьеры бывших кирпичных заводов. В парке были высажены более 200 пород деревьев и кустарников, устроены сад беспрерывного цветения на 5 га и розарий с более 40 сортами роз. Тут растут: каштаны, клёны, ясень, берёзы, ели, сосны, дубы, ивы, тополя, рябина, ольха черная и т. д.. Есть также и редкостные, экзотические растения произрастают тут: береза вишневая, сосна желтая, кипарисовик горохоплодный, багрянник японский и т. д. Главные аллеи Снопковского парка окружены живой изгородью из бирючины, туи и снежной ягоды. В парке существуют аллеи кленовая, каштановая и ясеневая. В парке также существовал розарий.
Верхнее плато (от улицы Южной) и нижнее (от улицы Синей) имеют регулярное планирование, остальная территория спланирована в ландшафтном стиле. Сеть аллей и дорожек проложена с таким расчётом, чтобы лучше раскрыть красивые виды парка с перспективой на интересные места Львова, а также добиться максимальной пропускной способности во время массового посещения самого большого стадиона города стадиона Украина), к которому ведут широкие 10-12 метровые аллеи. Посещение Снопковского парка футбольными болельщиками создаёт для него большую нагрузку.
Рядом расположен парк "Железная вода".